# Céline Denefleh
 (octobre 2021).
Céline Denefleh (née le 6 novembre 1992 à Mannheim) est une mannequin grande taille allemande.

## Biographie
Céline Denefleh grandit à Mannheim avec ses frères et sœurs, dont le rappeur Pasquale Denefleh alias GReeeN. En 2006, elle subit un infarctus du myocarde et depuis vit avec un défibrillateur.
En 2009, elle est candidate de la septième saison de Deutschland sucht den SuperStar. Elle participe à la première émission en direct, où elle arrive onzième. Alors qu'elle suit une formation pour devenir employée de bureau, elle apparaît comme chanteuse dans les clips de son frère.
En 2016, elle psotule pour la première saison de Curvy Supermodel – Echt. Schön. Kurvig et est l'une des dix finalistes sélectionnées parmi plus de 5000 candidates. Au bout des deux émissions du casting, elle est déclarée gagnante. Elle décroche un contrat avec l'agence de mannequins Mega Model Agency de Ted Linow et devient également l'égérie de la campagne hiver 2016 du label grande taille Ulla Popken. Toujours en 2016, Céline Denefleh est dans le clip de la chanson Badass Rapper de Grinch Hill, autre projet de son frère, elle y chante la dernière partie et le début du dernier hook.